# Arma 2
Az ARMA 2 (Sokan tévesen Armed Assault 2 néven hivatkoznak rá, az arma szó azonban latinból ered, jelenthet fegyvert, páncélt/pajzsot, háborút, haderőt.) egy taktikai shooter PC-re, melyet a Bohemia Interactive Studio fejlesztett.A játék az ArmA: Armed Assault (Észak-Amerikában ArmA: Combat Operations címmel jelent meg.) folytatása, amire a cég korábbi, Operation Flashpointcímű sorozatának folytatásaként tekintenek. Az ARMA 2 végül 2009 júniusában jelent meg, 1 évvel később pedig megjelent hozzá egy kiegészítő lemez ARMA 2: Operation Arrowhead címmel. 2011 júniusában a játéknak megjelent egy ingyenesen elérhető, többjátékos, és korlátozott egyjátékos módot tartalmazó változata.

## Jellemzése
A szimuláció egy ~230 négyzetkilométeres terepen játszódik, Csernoruszon, ahol a kommunista erők fegyverrel veszik át az irányítást a kis nép demokratikus vezetőitől és megpróbálnak csatlakozni Oroszországhoz. Az elűzött demokraták a NATO-hoz fordulnak segítségért, akik be is avatkoznak a konfliktusba. A grafika szinte fotorealisztikus, a mesterséges intelligencia (mircoAI) külön 1 processzormagot igényel, ezért a futtatáshoz legalább kétmagos processzor szükséges. A program hűen szimulálja a ballisztikát (lövedékek röppályái, különböző anyagokon való áthatolás stb), környezeti hatásokat, valódi csillagképeket az éjszakai égbolton, apály-dagályt és még sok mindent. A legtöbb játékkal ellentétben itt nem külön, kis pályák vannak, hanem egyetlen hatalmas, részletesen kidolgozott, valódi adatokon alapuló terep, amit a rendelkezésünkre álló 167 járművel is átszelhetünk. Van 73 féle fegyver, és mivel a program erősen mod-barát, így lehetőség van a rajongók által készített anyagok beillesztésére, legyen az új fegyver, jármű, egység vagy küldetés - amit a beépített küldetésszerkesztővel magunk is könnyedén készíthetünk.